# Castello di Sassai
Il castello Orguglioso detto anche Orgoglioso, meglio conosciuto come di Sassài, è un edificio fortificato risalente al XII secolo situato nel territorio del comune di Silius, nel Sarrabus-Gerrei, nella provincia del Sud Sardegna.
Il nome del castello pare rientrare nella serie di appellativi “guerrieri”, come quello di Gioiosa Guardia, che si rifacevano probabilmente alle già famose saghe cavalleresche e che potevano indicare roccaforti poste in situazioni strategiche.
Del castello ne parlano, con informazioni non esaurienti, Giovanni Francesco Fara, Raimondo Carta Raspi, riportando le parole del Fara e il disegno aragonese del 1358, e il generale Alberto Ferrero della Marmora, il quale probabilmente non lo visitò, ma vedendolo in lontananza, probabilmente percorrendo la strada da Ballao a Pauli Gerrei, lo identificò con il castello descritto dal Fara.

## Storia

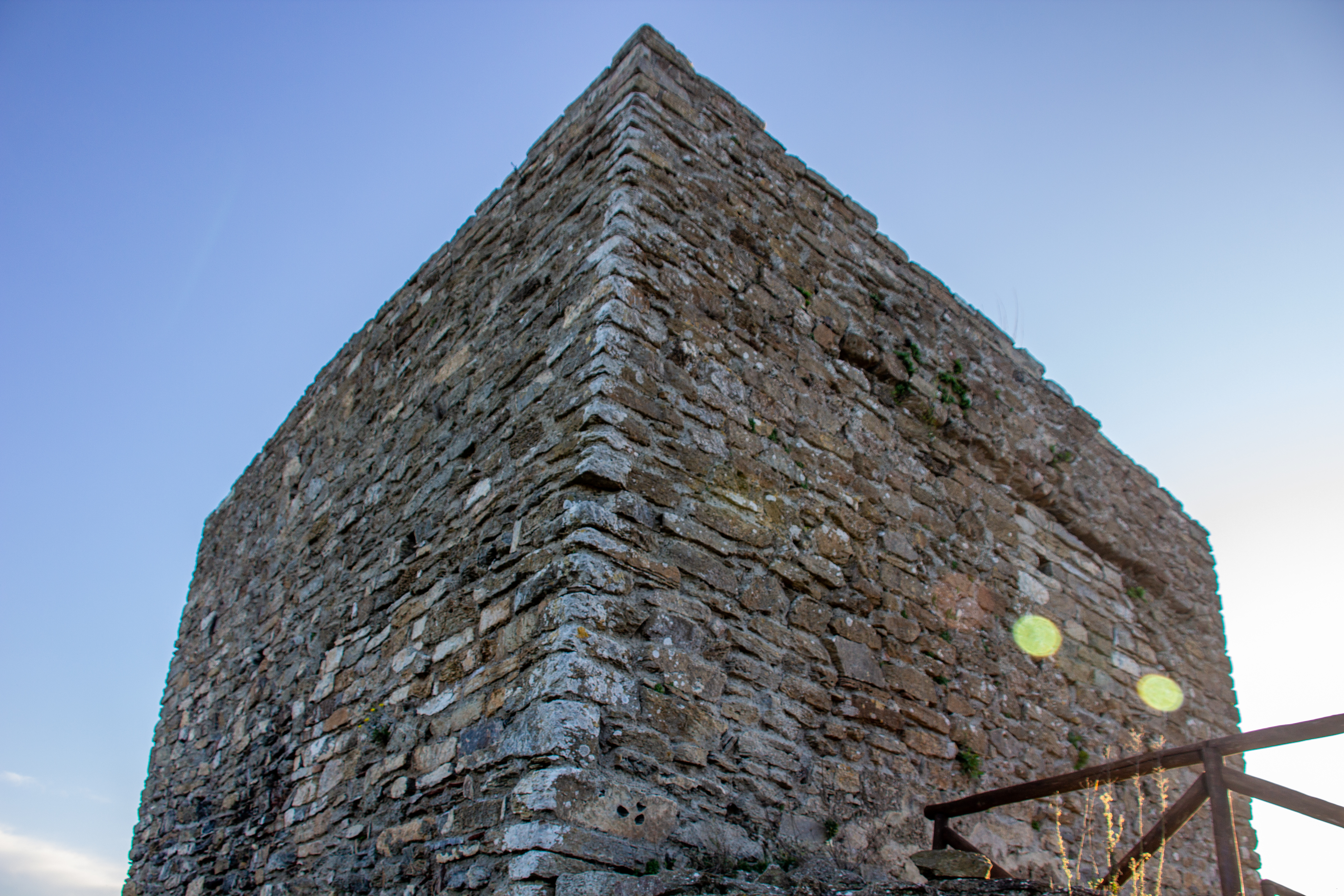
Veduta

In seguito alla diminuzione dell’influenza bizantina sull’isola, i giudici bizantini si organizzarono in quattro regni sovrani indipendenti da Costantinopoli e tra loro, Cagliari, Torres, Gallura e Arborea, chiamati “Giudicati”.
Il castello venne costruito nel XII secolo per ordine dei giudici di Cagliari, insieme al castello di Quirra, come castello di frontiera con il Giudicato di Arborea. Il sito prescelto, a 430 m s.l.m., è una posizione altamente strategica che permetteva di monitorare il territorio circostante. La torre principale avrebbe permesso di osservare un vasto orizzonte che giungeva fino ai territori di Silius, San Nicolò Gerrei, Goni e Ballao, e da qui un buon tratto del Flumendosa. Erano ben controllate anche le vie del corso destro del Flumendosa, che passando per Ballao conducevano a Pauli Gerrei e Silius, e da questi paesi al campidano di Cagliari e alla Trexenta. Una sentinella posta sul mastio avrebbe potuto avvistare qualunque movimento di truppe e preparare tempestivamente una buona difesa.
Nel 1258 Santa Igia, capitale del Giudicato di Cagliari, venne conquistata e distrutta, e il territorio del giudicato venne suddiviso tra Giovanni Visconti di Gallura, Guglielmo di Capraia di Arborea e i pisani Ugolino e Gherardo della Gherardesca di Donoratico, mentre Castrum Calari rimase direttamente dipendente da Pisa.

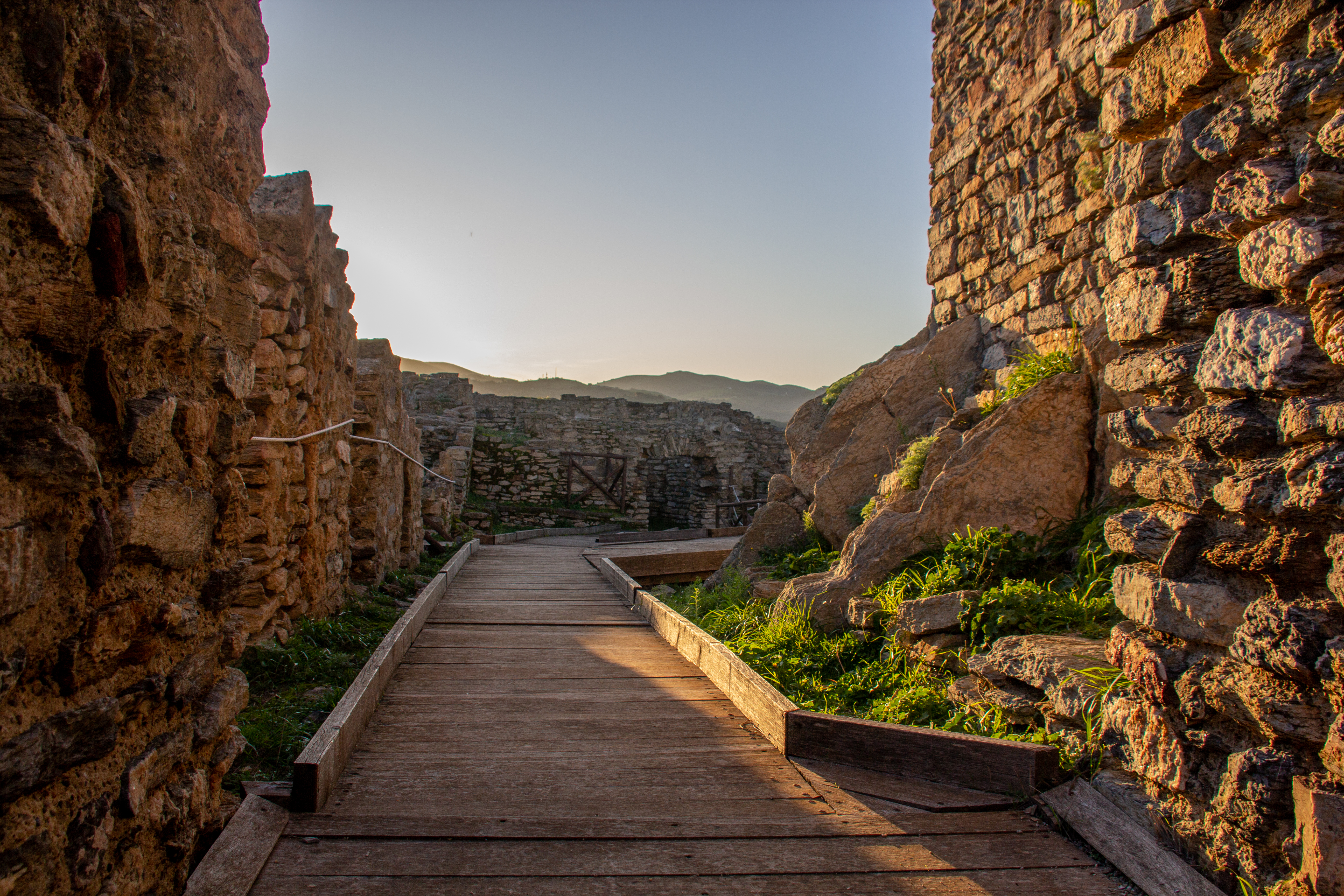

Il documento più antico dove compare il castello Orguglioso risale al 1286 e si tratta di un trattato con il quale Mariano II d’Arborea concesse i castelli di Baratuli, Montenuovo e l’Orguglioso al Comune di Pisa; da questo documento risulta che l'Orguglioso era già proprietà del comune toscano dal 1265.
Come proprietà pisana il castello venne citato in un documento, redatto il 31 agosto 1314 a Pisa, con il quale Pietro di Buccio di Cortona venne nominato riformatore e inquisitore di tutti i responsabili dei settori annonari, giudiziari e produttivi e incaricato di verificare, dopo aver prelevato a Cagliari la documentazione, il corretto approvvigionamento delle dotazioni destinate ai castelli Orguglioso, di Acquafredda, e di Quirra.
Sotto i pisani probabilmente il castello assunse la funzione di controllo delle miniere di fluorite, barite e galena argentifera presenti nel territorio.
Nel 1314 il castello, insieme al castello di Acquafredda e di Quirra, risulta essere ancora in mano pisana da dei documenti sullo stato di approvvigionamenti, dai quali risulta che nel castello è presente una guarnigione di settecento cavalieri e una numerosa fanteria, mentre la cavalleria, se presente, è ridotta al minimo, visto l’austerità del territorio, costituito da rocce e sassi e da un’aspra e selvosa vegetazione, da qui si sa che il castello ha funzioni prettamente militari.
Iniziata la conquista aragonese della Sardegna nel 1323, risultano ancora in mano pisana il castello Ogliastro, l’Orguglioso, i castelli di Quirra, Acquafredda, Gioiosa Guardia, Pedreso, Villa di Chiesa e il Castrum Calari.
Durante l'assedio di Villa di Chiesa, mentre numerosi notabili sardi andarono a rendere omaggio all’infante Alfonso, ognuno per le competenze sui vari castelli e località che possedeva, evitarono tale gesto le località che erano in mano del Comune di Pisa, tra i quali anche l’Orguglioso.
Nel 1345 le fonti citano i castelli di Orguglioso, Acquafredda, Quirra, Gioiosa Guardia e Osilo, come facenti ormai parte dei presidi della Corona d’Aragona.
Il 18 agosto 1350 Nicolò Carroz venne investito del feudo dell’Orguglioso con dei Diplomi d’infeudazione spediti da Re Pietro d’Aragona.
Nel 1353 iniziò una vasta ribellione da parte di Mariano IV d'Arborea (guerra sardo-catalana). I castelli di Quirra e l'Orguglioso vennero posti sotto assedio dalle truppe del giudicato di Arborea. Il Fara riporta che il Giudice Mariano cinse personalmente d’assedio il castello di Quirra, senza però riuscirci, mentre l'Orguglioso venne posto sotto assedio e conquistato dai partigiani del Giudice d'Arborea provenienti dal cagliaritano.
È possibile che il presidio dell'Orguglioso, non appoggiato dal governo centrale - che riuscì a respingere le forze arborensi solo una volta che arrivarono alle porte di Cagliari - abbia preferito arrendersi ai partigiani arborensi, così da evitare possibili rappresaglie contro il vicino borgo di Sassài.
Ciò spiegherebbe come mai l'Orguglioso sia stato espugnato da partigiani, mentre il castello di Quirra, simile all'Orguglioso, non sia capitolato ad un esercito giudicale.
Secondo lo storico Giovanni Battista Fara, furono i partigiani guidati da Pietro da Sena, comandante del Giudice d'Arborea, che si trova nel cagliaritano insieme ad 800 cavalieri e 7000 fanti, ad espugnare l’Orguglioso.
La pace venne firmata l'11 luglio 1355 e tra i castelli nuovamente presidiati non figurò l’Orguglioso.
In seguito al suo abbandono e alla sua distruzione non venne più costruito. Il castello riappare tre anni dopo in un inventario aragonese datato 1358, in cui è rappresentato semidiroccato. Con tutta probabilità il disegnatore che eseguì lo schizzo non lo vide nemmeno, poiché esso non rassomiglia a nessuna parte del castello.
Il castello rimase attivo per circa 100 anni, gli ultimi 30 in mano agli spagnoli.

## Descrizione

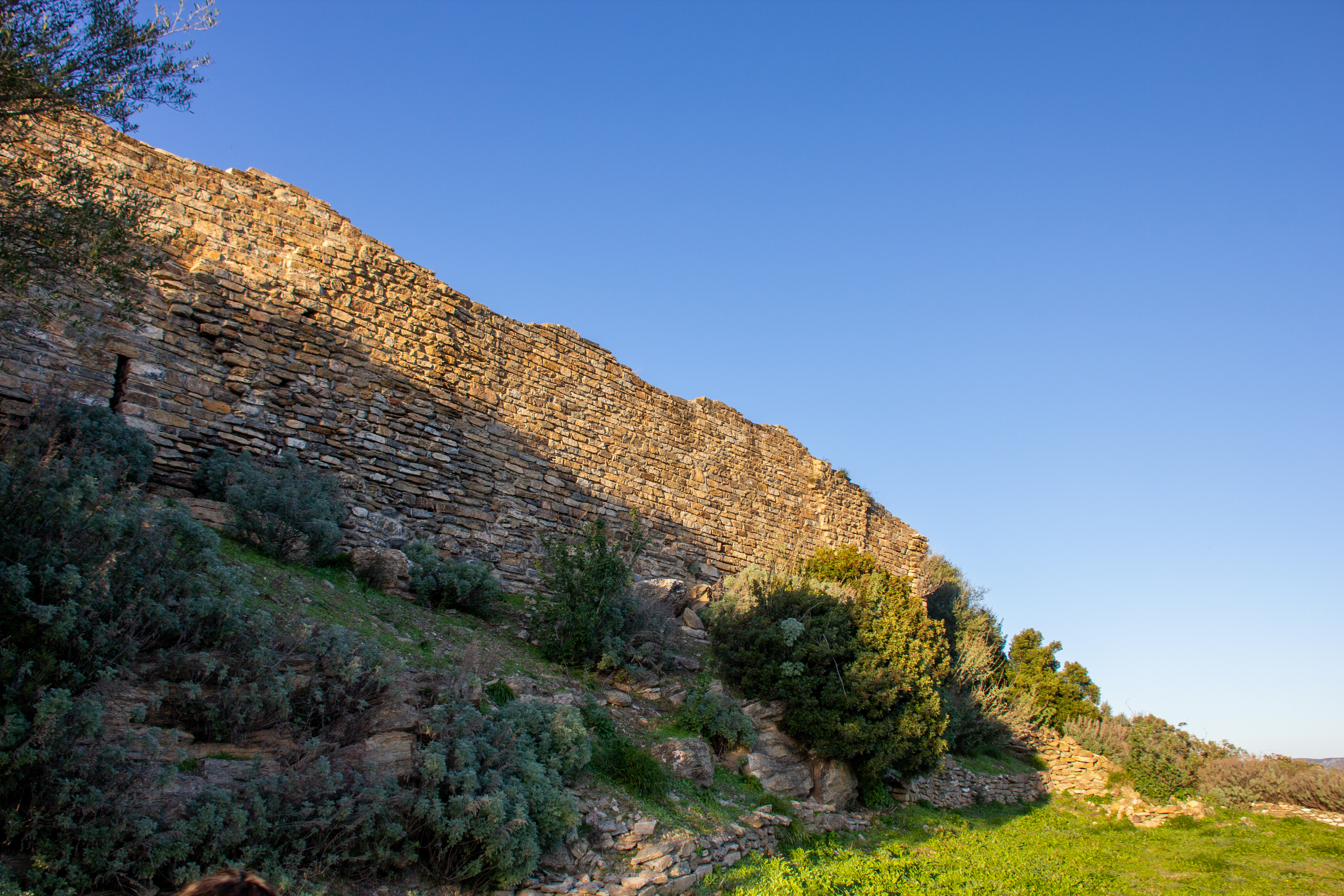
Castello

Il castello è realizzato su una sorta di sella naturale della quale è stata sfruttata in pieno la roccia affiorante, sulla quale si appoggiano le murature e nella quale vennero realizzati piani d’uso e cisterne.
Il castello si presenta come una sagoma irregolare trapezoidale con un mastio quadrangolare nella parte nord, in corrispondenza del quale era presente l’ingresso alla fortezza, e una torre a pianta semicircolare che si addossa alle mura nella parte sud-ovest. Una seconda torre a pianta circolare è inserita nella cinta di mura esterne di sud-ovest. Nelle mura odierne si aprono verso l’esterno solo due feritoie nel lato sud-est.

### Ingresso
Il castello era collegato alla via principale da un sentiero posto a nord. In prossimità dell’ingresso del castello la rampa di accesso e uno stretto camminamento aderente alle mura vennero ricavati dalla roccia affiorante. Proprio sotto la rampa di accesso è presente un modesto terrazzamento che venne utilizzato come stalla e come discarica.
L’unico accesso all’edificio era un’ampia porta rifinita da un arco in conci di pietra accuratamente lavorati che immetteva in un corridoio lastricato, qui sulla destra, addossato al fianco della torre, in una giara murata era contenuta dell’acqua, mentre nelle vicinanze sono stati ritrovati resti di bruciato e tegami, ciò fa pensare che il visitatore fosse accolto con dell’acqua o una bevanda calda.

### Cortile interno
Passato il corridoio ci si immetteva nel cortile centrale, dal quale si accede agli altri ambienti del castello, come la parte rialzata affiancata alla torre, raggiungibile per mezzo di una rampa di gradini; altri gradini si trovano sul lato sud del castello, mentre per accedere alla torre, quasi sicuramente, ci si serviva di una scala di legno fissa o mobile.
Il grande cortile rettangolare era il centro nevralgico del castello, qui si svolgevano le attività comuni, l’accoglienza, il tempo libero e i pasti.

### Zona forno
Sul cortile si affacciavano le cucine, dove si trova il forno a calotta emisferica, unico ed eccezionale esempio conosciuto di una struttura medievale di questo tipo in Sardegna non modificata nel tempo, un focolare per cucinare e la dispensa interrata. Un altro forno, di maggiori dimensioni, era presente nel cortile, con l’imboccatura compresa nella parete di separazione tra le cucine e il cortile; di questo forno rimane solo l’imboccatura.
Su una delle pareti delle cucine, dotate di nicchie, compaiono sull’intonaco alcuni disegni tracciati con il colore rosso. Per quanto possano sembrare alquanto infantili, essi sono in realtà di eccezionale rilevanza, sia perché costituiscono una delle più antiche testimonianze pittoriche del medioevo sardo, sia perché l’Orguglioso è l’unico contesto civile a contenere delle raffigurazioni.
Le figure maggiormente in risalto sono due personaggi posti di profilo, con l’abito di forma trapezoidale e piccole gambe e mani, uno dei due sembra reggere un arco. In mezzo è presente un disegno più sommario, che potrebbe indicare un edificio affiancato da uno scudo araldico, mentre in basso sono graffitate con bella scrittura le lettere L, M e A.
Una piccola apertura permetteva l’accesso ad un ambiente (oggi scomparso) sopra le cisterne. In questo ambiente sulle pareti si aprono tre nicchie contornate da archi in conci di pietra sagomati, le quali hanno ancora segni di fumo di lumi.

### Torre e zona terrazza
Come già detto, una rampa di scale permetteva l’accesso ad una zona rialzata affiancata alla torre, probabilmente da qui si accedeva al primo piano realizzato sugli ambienti di servizio.
È presumibile che ci fosse almeno un primo piano poiché durante gli scavi sono stati ritrovati consistenti quantità di materiale nella zona forno, e consistenti resti di pavimentazione in calce, forse sovrapposti ai solai di legno.

### Zona cisterna
Lungo la cortina ovest si trova un ambiente irregolare particolarmente sul fondo, modellato sulla nuda roccia. Al momento della scoperta si ipotizzò che si trattasse di una cisterna destinata alla raccolta dell’acqua piovana, ipotesi sfatata dal fatto che l’intonaco che riveste interamente la cisterna è un intonaco non impermeabile e dal fatto che non sono stati ritrovati sistemi di convogliamento dell’acqua. Trovandosi vicino agli ambienti delle cucine, questa cisterna potrebbe aver contenuto le riserve alimentari, in particolare grano. È certo che la sua copertura fosse voltata e che nel margine sud si apriva una botola che consentiva l’accesso o il prelievo di quanto contenuto in essa.
Un altro ambiente affiancava questa cisterna, e come essa la copertura era con volta a botte (di cui ancora oggi si possono vedere i resti). Questo ambiente, accessibile dal cortile, potrebbe essere stato impiegato come deposito di materiali e attrezzi, ma anche come prigione, visto il ritrovamento di anelli di ferro.

## Lo scavo
Ridotto ad un cumulo di macerie, il castello venne riportato alla luce e restaurato dopo quattro interventi condotti dal Comune di Silius e dalla Soprintendenza per i Beni Architettonici, Paesaggistici, Storici, Artistici ed Etnoantropologici di Cagliari e Oristano, permettendo di recuperare la struttura del castello, confermandone le vicende.
All’inizio dei lavori nel 1995, era presente solo un informe cumulo di pietre ricoperto da una fitta vegetazione dalla quale emergeva un breve tratto del mastio.
Gradualmente, a seguito delle successive campagna di scavo nel 1998, 2000 e 2007, la rimozione degli imponenti crolli ha riportato alla luce le mura perimetrali e gli ambienti interni. Dalle diverse tecniche di costruzione si è scoperto che il castello ha avuto due principali fasi d’uso:
- La prima fase, residenziale, è caratterizzata da ambienti ampi e da murature regolari in pietra sbozzata di piccola pezzatura legate con calce e con rifinitura accurate; gli archi delle porte, le nicchie nel cortile e alcuni vani di servizio sono caratterizzati da cornici in pietra formate da conci ben sagomati.
- La seconda fase, fortificata, è caratterizzata da un decadimento dell’interesse architettonico ed estetico, gli ampi spazi vennero modificati e ridotti, i nuovi muri, appoggiati su quelli esistenti e con funzione di tramezzi, sono costruiti con pietrame irregolare e legati con fango.

### Materiali ritrovati
Durante gli scavi sono stati ritrovati numerosi reperti, tra i quali:
- oggetti da tavola e da cucina: come piatti, tazze, coppe smaltate, boccali in maiolica arcaica pisana, un piatto grande di produzione iberica decorato con una stella a sei punte, pochi bicchieri in vetro ed una ampolla;
- oggetti da conserva: come anfore per l’acqua, giare per olio o acqua, contenitori per frutta e legumi;
- attrezzi da lavoro: come numerosi chiodi e una macina in basalto per grano completo di pestello e paletta;
- complementi d’abbigliamento: come bottoni in metallo, quattro fibbie da cintura in bronzo e ferro ed un anello in bronzo;
- oggetti del tempo libero: come un dado da gioco, un flauto in osso, un sonaglio e una valva conchiglia che conserva resti di minio, utile al trucco per labbra e guance.
- Monete bizantine e medievali.
- Resti animali: soprattutto bovini e caprini, una ventina di uccelli e un pesce.

Nel modesto terrazzamento all’ingresso del castello, oltre alla maggior parte dei frammenti di stoviglie ritrovati, è stato ritrovato anche uno scheletro poggiato sul fianco destro, con il capo ruotato verso destra ed il mento appoggiato sulla spalla, il braccio sinistro flesso sul capo ed il destro poggiato sul bacino.
È inverosimile che si trattasse di una sepoltura in quanto lo scheletro rispecchiava la pendenza del terreno su cui poggiava, inoltre la posizione del corpo non lasciava intuire nessun tipo di pietà da parte di chi l’avesse sepolto nel dare compostezza al corpo.
Dalle analisi eseguite si sa che si trattava di un individuo di sesso maschile di età stimata tra i 30 e i 40 anni e di statura 1.70 m, probabilmente un soldato rimasto ferito e ucciso durante un conflitto militare, viste le numerose ferite e fratture riscontrate.

## Il borgo di Sassài
Ai piedi del castello sorgeva il borgo nominato Sassài. La chiesa parrocchiale era dedicata a Santa Maria, ossia alla Presentazione di Maria Santissima, e si trovava a circa 400 m a sud del castello, nell'odierno podere denominato Intra Idda.
Lo Spano fa derivare il nome Sassài dal fenicio Scialscial che vorrebbe dire "luogo di diletto". Non si sa se il paese esistesse prima del Castello, ma è probabile che siano sorti contemporaneamente.
Nei Diplomi d'infeudazione spediti da Re Pietro d’Aragona a Nicolò Carros il 18 agosto 1350 e il 23 ottobre 1356, figura la Villa di Sassài. Il Fara lo elenca fra i paesi abitati nella Curatoria di Siurgus e nella Diocesi di Dolia.
Tolto il presidio al vicino castello, il paese di Sassài perse la sua importanza. Nel 1421 da Lodovico De Ponzonibus il territorio venne venduto a Nicolò Bottaro insieme ad altri venticinque paesi tra cui Mandas.
Nel 1570 Sassài non aveva parroco proprio, ma era aggregato alla Parrocchia di Pauli Gerrei, il cui parroco si denominò "Rettore del Gerrei e di Sassài". L’ultimo "rettore" fu nominato il 22 febbraio 1691, sette anni dopo Sassài non esisteva più.

## La leggenda della castellana e del telaio d'oro
Una leggenda popolare narra che la castellana dell’Orguglioso possedesse un prezioso telaio d’oro con cui tesseva tele finissime. Quando i partigiani di Mariano d’Arborea occuparono il castello, fecero crollare la volta della sala dove era custodito il telaio, uccidendo la castellana e seppellendo il telaio.
Durante gli scavi nessun telaio è stato trovato, secondo la leggenda il telaio sarebbe stato sepolto prima dell’arrivo dei partigiani arborensi dai soldati dell’Orguglioso nelle vicinanza del castello, nel luogo dove oggi è presente l’unico fico nella zona.
I pastori che un tempo dormivano nelle campagne circostanti il castello con i propri greggi, raccontavano che nelle notti di luna piena si possono udire fievoli lamenti, e che nelle notti di tempesta, tra i ruderi, si aggirerebbe il fantasma della castellana alla ricerca del proprio telaio, muta sentinella di un baluardo veramente orgoglioso.

## Galleria d'immagini

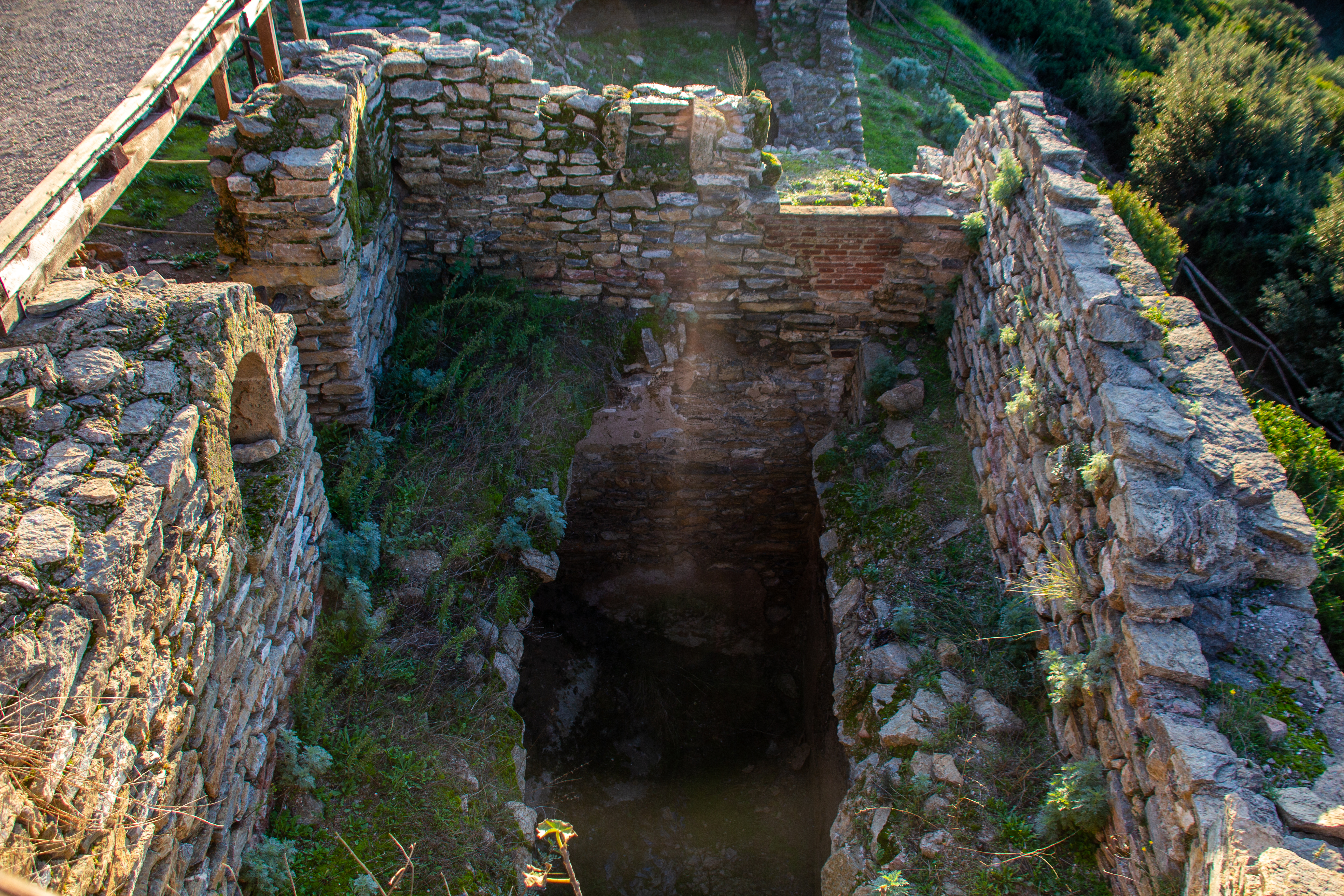
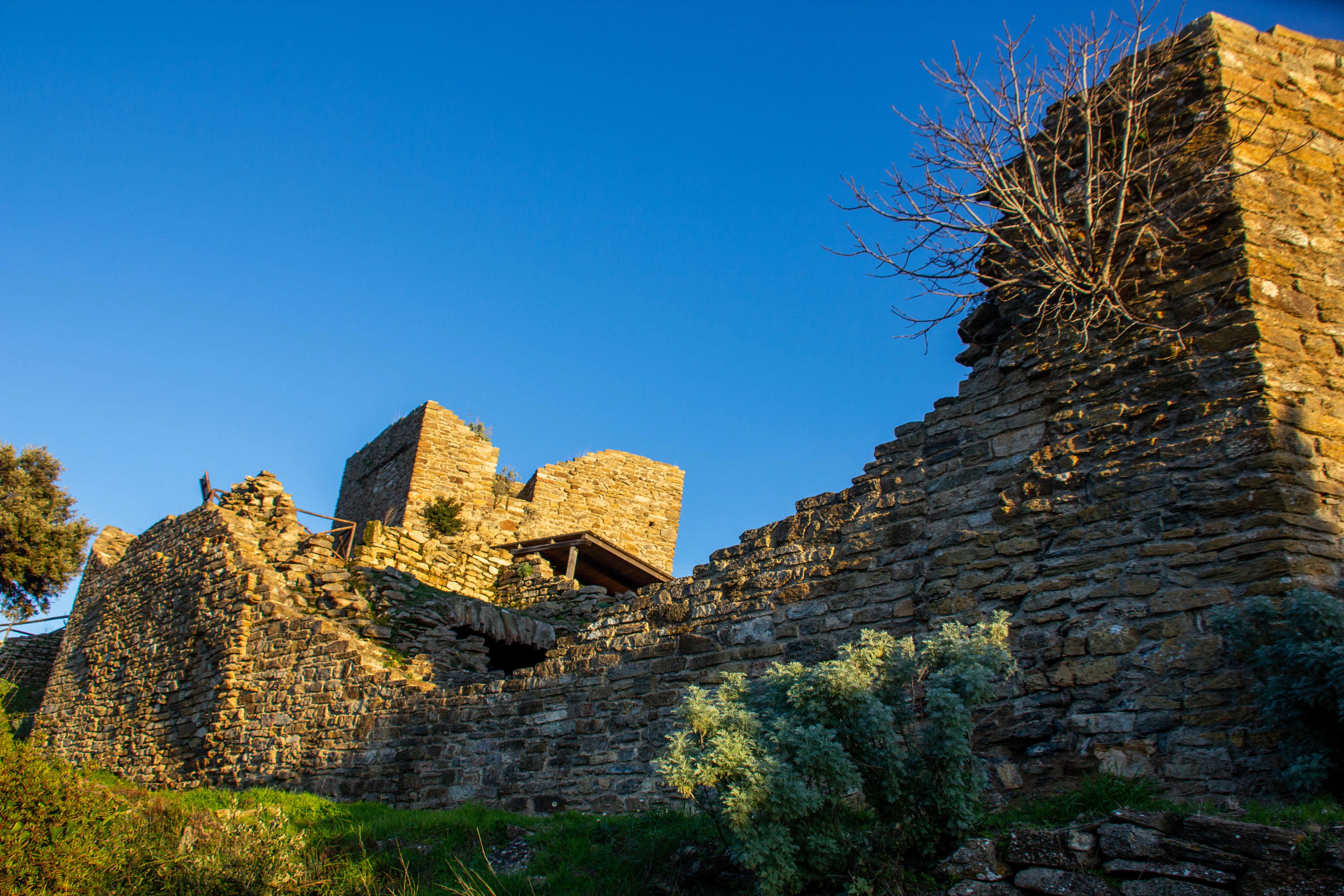
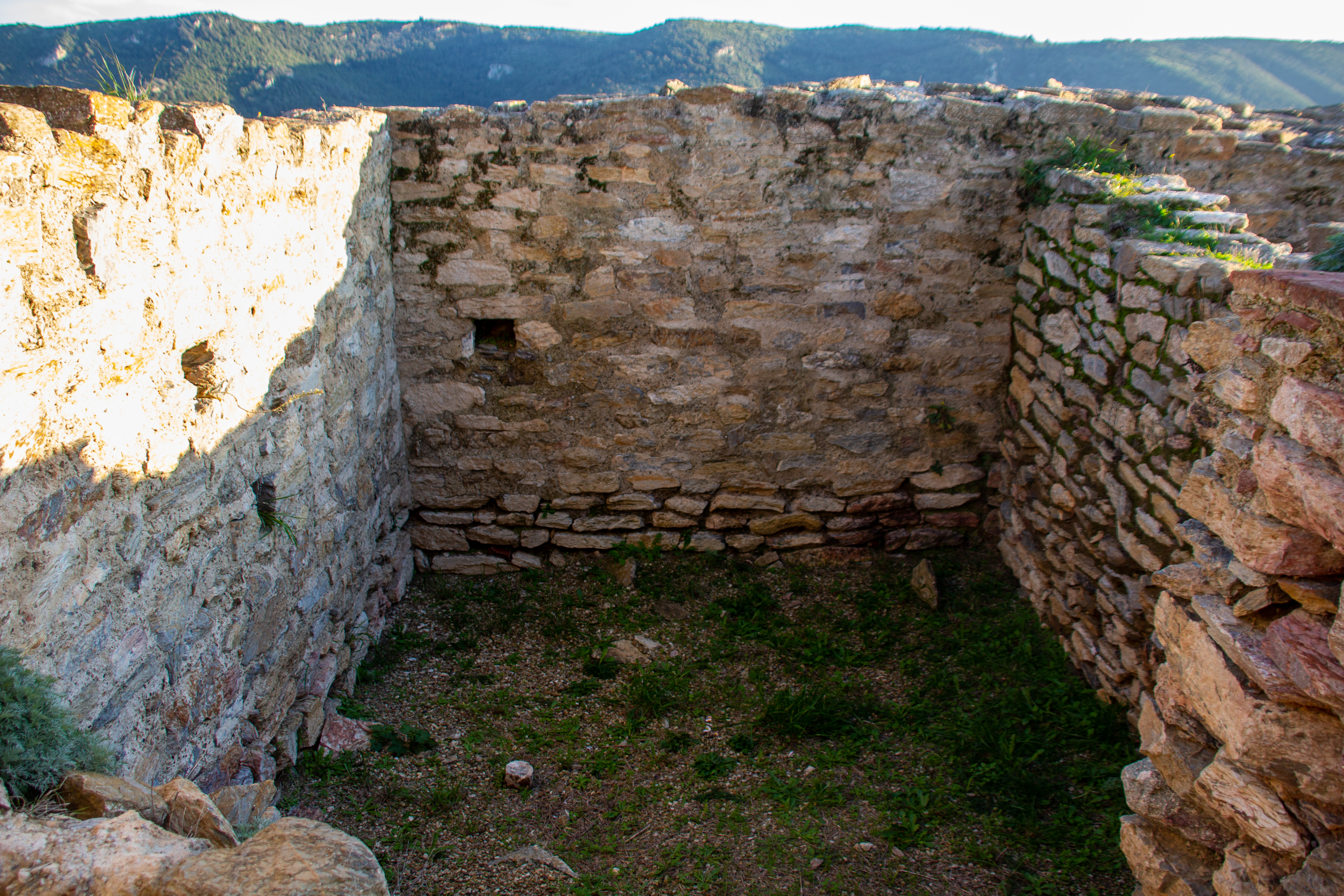
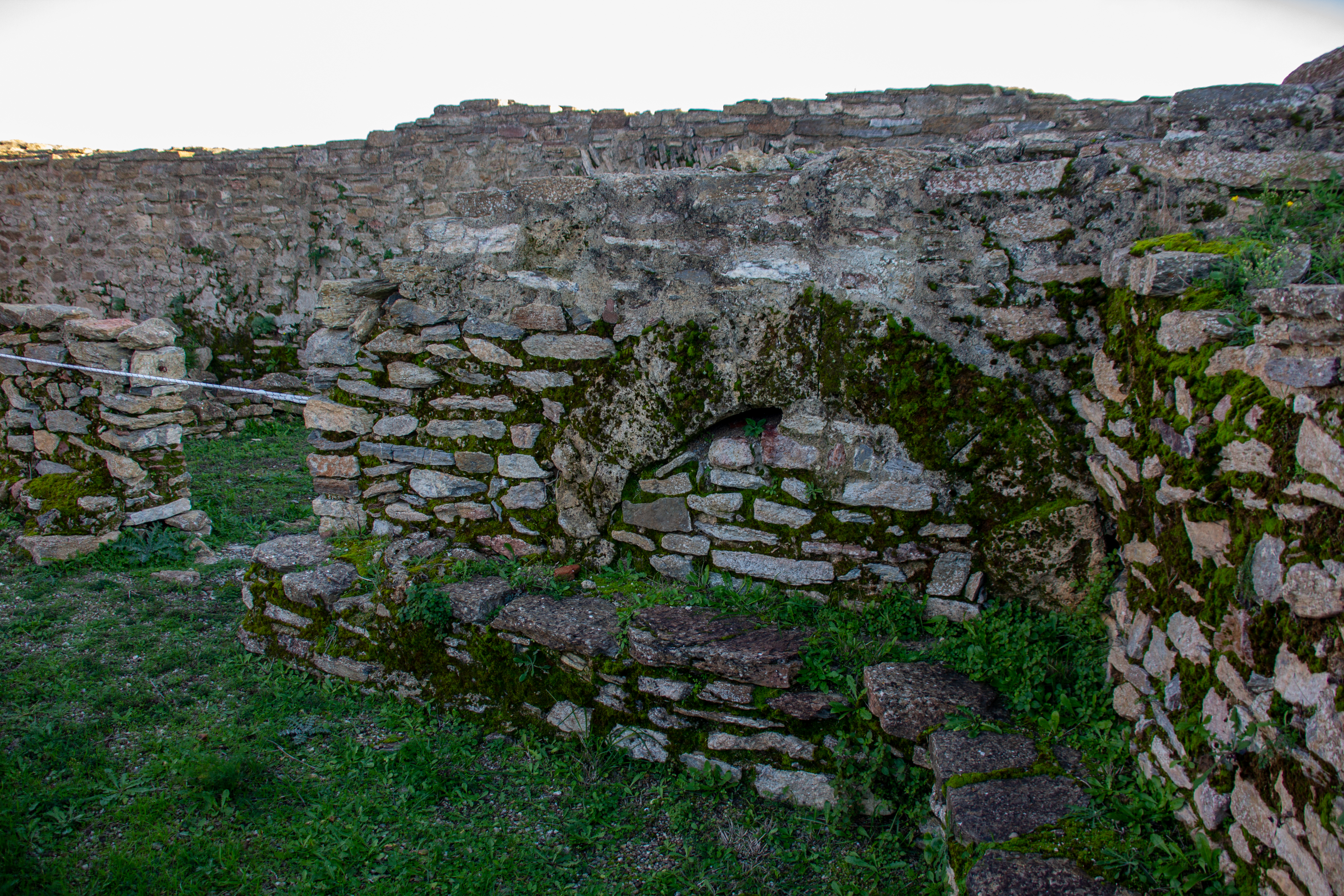
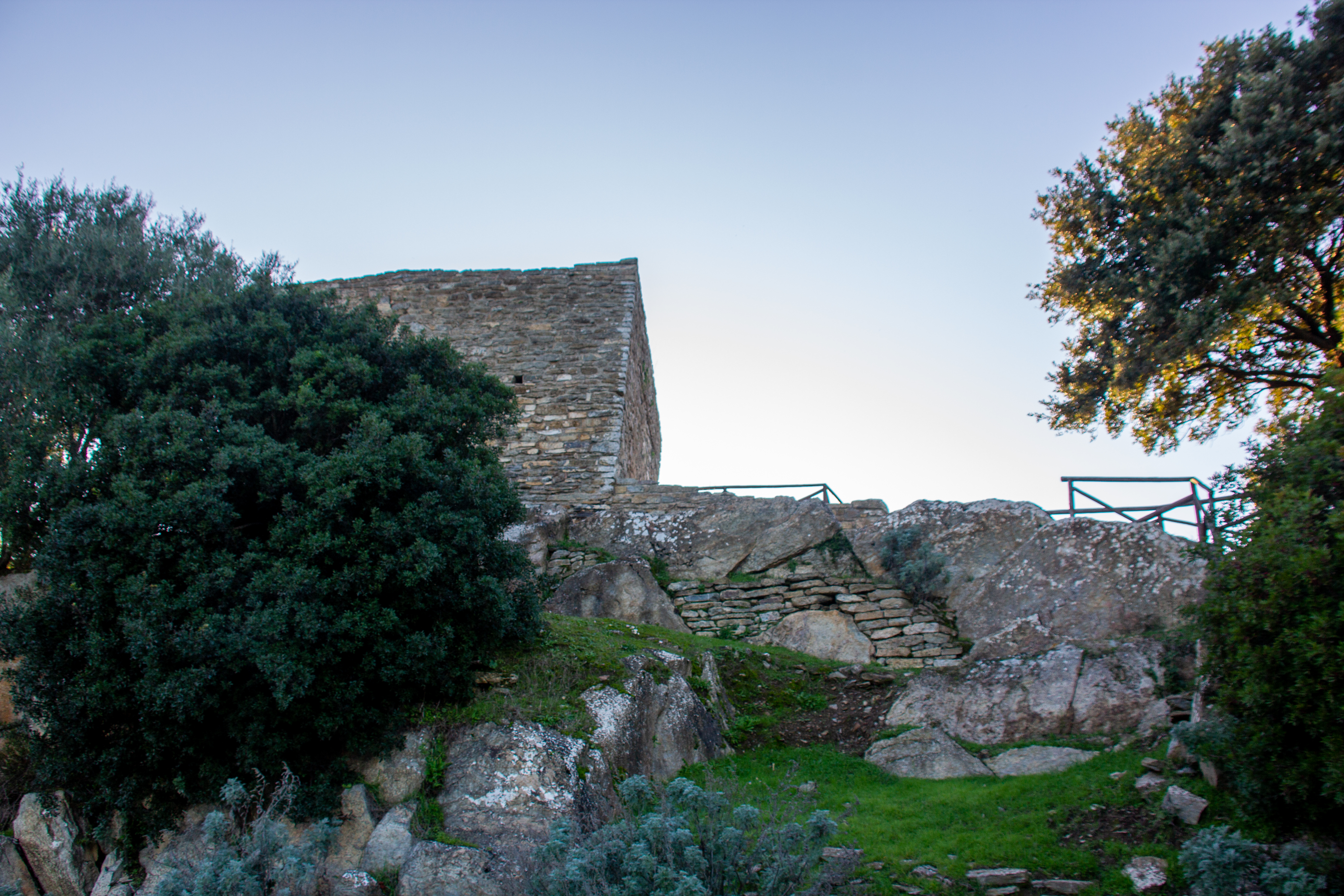